# Синиша Мулина
Синиша Мулина (босн. Siniša Mulina, нар. 7 лютого 1973, СФРЮ) — боснійський футболіст та тренер, виступав на позиції півзахисника.

## Клубна кар'єра
Мулина розпочав свою кар'єру у сербському клубі «Бечей». Після цього переїхав до белградського «Партизана», де відіграв один сезон та став переможцем Першої ліги Сербії і Чорногорії сезону 1996/97 років. Наступного сезону виступав у «Милиционарі», а в 2001 році виступав у «Воєводині». Після цього перейшов до клубу «Леотар» з Першої ліги Республіки Сербської. Починаючи з 2002 року виступав у боснійській Прем'єр-лізі у складі «Леотара», за винятком 2005 року, коли Синиша захищав кольори «Зриньські». У складі «Зриньські» виступав у кваліфікації Ліга чемпіонів 2005/06. З 2005 по 2008 роки знову виступав у «Леотарі». У 2008—2009 роках виступав у ЧОСК (Дубровник) з Третьої ліги хорватського чемпіонату, з 2009 по 2010 роки знову виступав у «Леотарі», у футболці якого й завершив кар'єру гравця.

## Кар'єра в збірній
З 2002 по 2003 роки зіграв 3 матчі в футболці національної збірної Боснії і Герцеговини.

## Кар'єра тренера
З червня 2015 року тренує команду «Леотар» U-18.

## Досягнення
«Партизан»
- Перша ліга Сербії і Чорногорії
  -  Чемпіон (1): 1996/97

«Леотар»
- Прем'єр-ліга БіГ
  -  Чемпіон (1): 2002/03